# 李自健

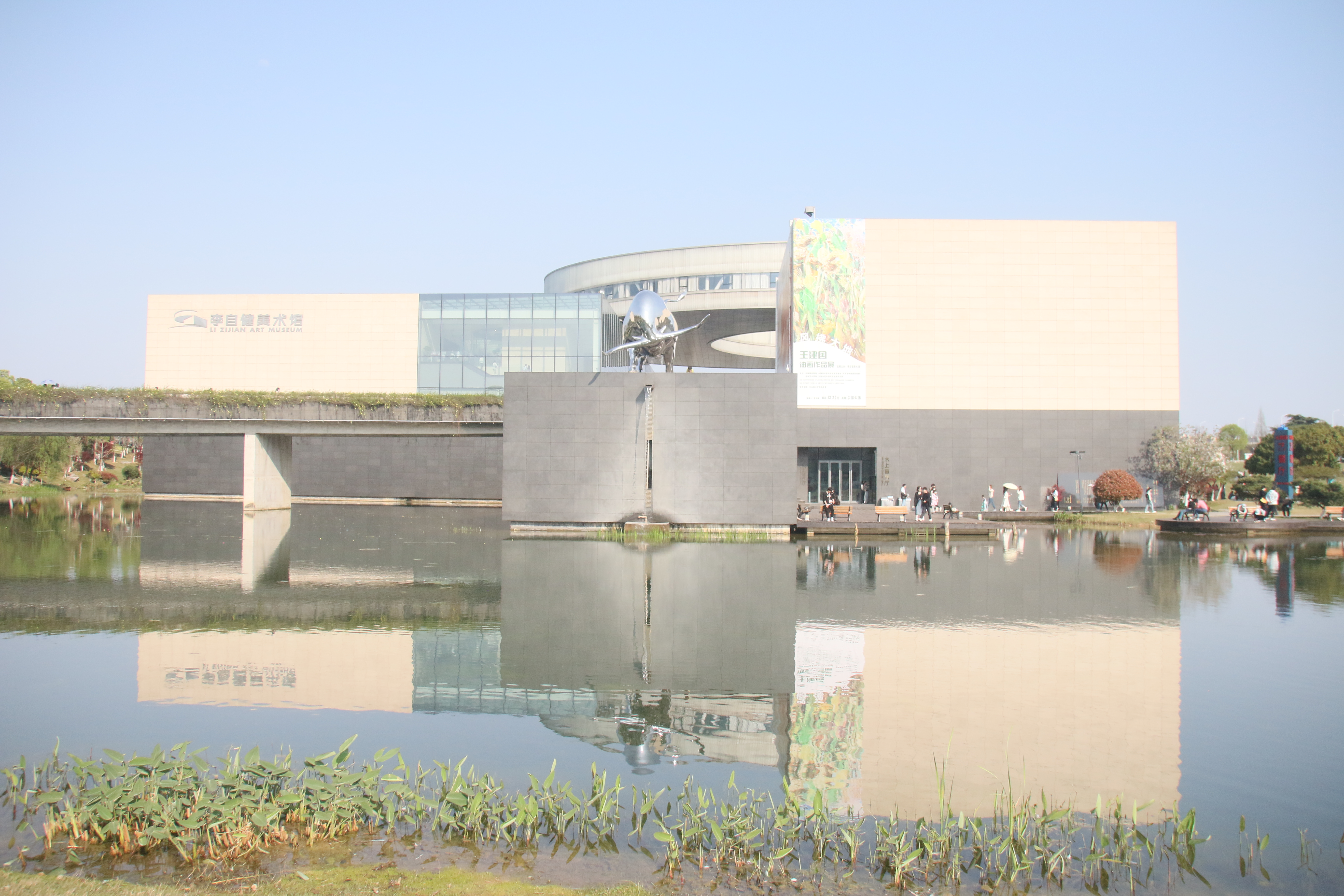
李自健美术馆

李自健（1954年—），湖南省邵东市人，毕业于广州美术学院，中国著名油画家，李自健美术馆创办人兼馆长，为中国艺术研究院中国油画院海外特聘画家。

## 经历
1954年，李自健出生在湖南省邵阳市，当时其父亲已经50岁，李自健4岁时他父亲因“公私合营后私下到广州跑了一次单，赚了近两千元人民币”而入狱10年直到1967年才释放。李自健幼时长于邵东市野鸡坪镇杨柳村（亦是其籍贯所在的）。1969年6月15日夜晚，李自健在六岭山下陈西川家正式拜师开始学油画。1972年，李自健用修建湘黔铁路的一张速写创作了一幅《湘黔线上三八桥》妇女劳动油画，在湖南省引起轰动。同年，北京中央五七艺术大学美术学院（今中央美术学院）和湖南师范学院艺术系来邵阳市招生，李自健因“家庭出身”遭拒。
1977年恢复高考后，李自健以创作100分、素描100分、色彩99分考入广州美术学院油画系，1982年毕业后分配到长沙市群众文化馆工作。
1988年赴美，定居美国加利福尼亚州洛杉矶。
自九十年代初开始，画家以“人性与爱”为画展主题，于三十余个国家与地区举行了48次巡回个展，直接观众达180余万人次。
2016年，“全球最大的艺术家个人美术馆”李自健美术馆开馆。

2018年，李自健放弃美国绿卡，定居中国。

## 家庭
李自健从广州美术学院油画系毕业后分配到长沙市群众文化馆工作，遇到了后来的妻子丹慧。

## 荣誉
联合国全球公益联盟文化（艺术）骑士金质勋章获得者。
中国国际和平特别贡献奖章获得者。
欧洲拜占庭圣·约翰骑士勋章获得者。
其大型油画《南京大屠杀》入藏国家博物馆。

## 相关影片
芒果TV纪录片《生我养我的地方》归心如故•李自健 （页面存档备份，存于）